# Фэррис-Луз, Мод
Мод Фэррис-Луз (англ. Maude Farris-Luse; 21 февраля 1887 — 18 марта 2002) — американская долгожительница. Была старейшим живущим жителем планеты после смерти Мари Бремон, последовавшей 6 июня 2001 года, и до конца своей жизни.

## Биография
Мод Фэррис родилась в Морли, штат Мичиган 21 января 1887 года. Она вышла замуж за Джейсона Фэрриса, фермера и рабочего, в 1903 году. Ей было 16, ему было 23. Сначала они жили в Анголе, штат Индиана, а затем переехали в Колдуотер, штат Мичиган, в 1923 году.
У Мод было семь детей: четыре сына и три дочери. Она работала на фабрике, горничной, пекарем и поваром ресторана. Вышла на пенсию в 1970-х годах. Её муж, Джейсон Фэррис, умер в возрасте 72 лет в 1951 году. Её второй брак с Уолтером Луз длился всего три года, закончившись его смертью.
В возрасте 93 лет у неё лопнул аппендикс, и её внуки боялись, что она может умереть. Мод жила в доме престарелых с тех пор, как упала дома в 1991 году и сломала бедро, когда ей было 104 года. Она была всё ещё очень здорова, говорил директор по маркетингу в доме престарелых Coldwater. Она по-прежнему пила молоко каждый день и ела все блюда в столовой.

### Последующие годы
В более поздние годы Мод стала известна своим большим садом и своей крайней щедростью. Когда полиция поймала детей, которые проникли в её дом и украли деньги, Фэррис-Луз отказалась выдвигать обвинения. «Она сказала, что они, вероятно, нуждались в этом больше, чем она», — сказал Дональд Фэррис, 64-летний внук.
Мод никогда не курила и не пила. Она очень любила ловить рыбу. Женщина не провела ни дня в больнице до 95 лет. В её более поздние годы она была известна как Мод Луз, юридически изменив фамилию.
В 1997 году, в возрасте 110 лет, Луз написала письмо Жанне Кальман, самому старому человеку, возраст которого когда-либо был подтверждён. Кальман умерла в том же году в возрасте 122 лет. После смерти Мари Бремон 6 июня 2001 года, редакторы книги рекордов Гиннеса объявили Луз старейшим человеком в мире 23 июня 2001 года. В отсутствие какого-либо свидетельства о рождении они подтвердили её возраст, используя записи Бюро переписи населения США и её свидетельство о браке 1903 года. 18 марта 2002 года Луз умерла от пневмонии в 115 лет, пережив шесть из семи своих детей. Хелен Фэррис, жена Дональда Ферриса старшего, помнит одно сожаление Мод о том, что она живёт так долго. Хелен говорила, что никто больше не называет её «Мод», а называют её миссис Фэррис или бабушкой, ибо она пережила всех, кто называл её «Мод».
На момент её смерти в живых была лишь одна из семи её детей Люсиль, которая скончалась через год. У Мод также было 26 внуков, 85 правнуков и 65 праправнуков.

## Долголетие в её семье
У Мод была сестра, которая дожила до 99 лет (двое других братьев и сестер, по-видимому, умерли молодыми). Её мать умерла в 87 лет, их отец был убит в возрасте 62 лет. Она вышла замуж за человека, который умер в возрасте почти 74 лет, и у него был брат, который умер в 75 лет. Она была изображена в возрасте 100 лет на редкой семейной фотографии пяти поколений с каждым поколением, разделенным ровно на 25 лет. На снимке с ней её сын Клэйр в возрасте 75 лет, её внук Дональд в возрасте 50 лет, её правнучка Синди Коливер в возрасте 25 лет и её праправнучка Мэллори, которая родилась на 100-летие Мод. Её дети не унаследовали её долголетия. Первенец умер в возрасте 82 лет, все остальные умерли в возрасте 77 лет или меньше (один из них умер только в 28 лет, а двое не выжили в младенчестве, остальные жили в среднем до средней продолжительности жизни). Последняя дочь, родившаяся на 15 лет позже, была единственной пережившей мать. Она много болела и умерла в следующем году в 75 лет.